# Ghemme (Italië)

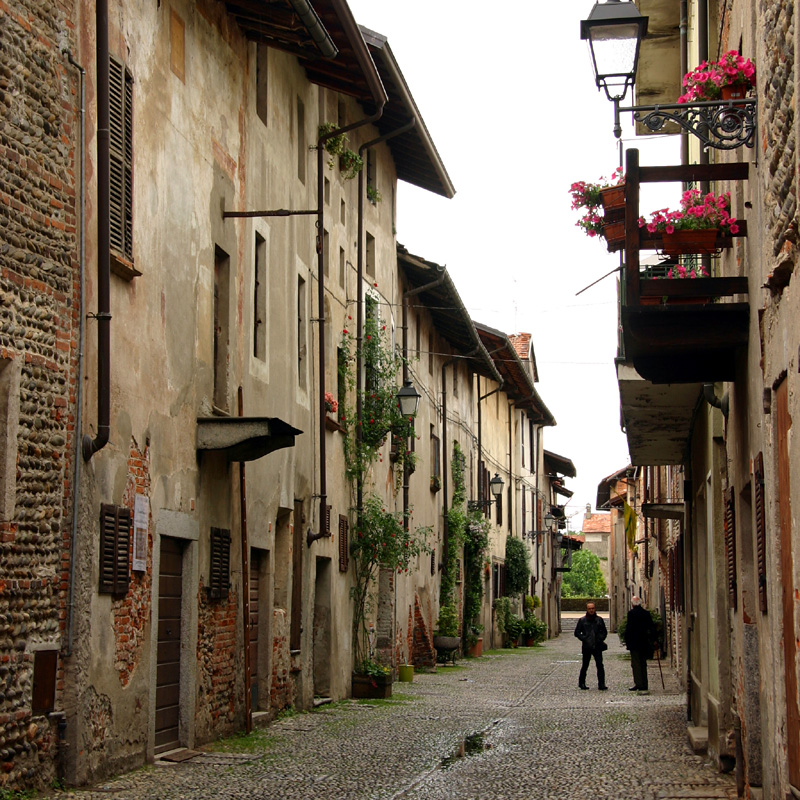

Ghemme is een gemeente in de Italiaanse provincie Novara (regio Piëmont) en telt 3687 inwoners (31-12-2004). De oppervlakte bedraagt 20,6 km², de bevolkingsdichtheid is 179 inwoners per km².
De volgende frazioni maken deel uit van de gemeente: Strona.

## Demografie
Ghemme telt ongeveer 1595 huishoudens. Het aantal inwoners daalde in de periode 1991-2001 met 2,5% volgens cijfers uit de tienjaarlijkse volkstellingen van ISTAT.
| Jaar | Inwoneraantal |
| ---- | ------------- |
| 1991 | 3816          |
| 2001 | 3722          |

## Geografie
Ghemme grenst aan de volgende gemeenten: Carpignano Sesia, Cavaglio d'Agogna, Fontaneto d'Agogna, Gattinara (VC), Lenta (VC), Romagnano Sesia, Sizzano.

## Geboren in Ghemme
- Alessandro Antonelli (1798-1888), architect